# Riccardo Bignami
Riccardo Bignami, italijanski general, * 1891, † 1965.